# Club Comunicaciones
Club Comunicaciones é um clube esportivo argentino localizado no bairro Agronomía da cidade argentina de Buenos Aires. Foi fundado em 15 de março de 1931. Sua principal atividade é o futebol e o time principal de futebol masculino do clube atualmente participa da Primera B, a terceira divisão regionalizada do futebol argentino para as equipes diretamente afiliadas à Associação do Futebol Argentino (AFA).
O clube de futebol manda seus jogos no estádio Alfredo Ramos, inaugurado em 29 de setembro de 1962 e que conta com capacidade para 3 500 espectadores.

## História

### Origem
O clube foi fundado em 15 de março de 1931 como Club Atlético Correos y Telégrafos por funcionários da antiga estatal argentina de Correios e Telégrafos, e adota daqui o apelido de cartero.

### Mudança de nome
O clube mudou de nome para Club Comunicaciones depois de uma assembleia em 1953, quando o então presidente da Argentina, Juan Domingo Perón, cedeu uns terrenos no bairro Agronomía para ser usado como clube social e esportivo. Nessas terras foi construído o atual estádio e o prédio poliesportivo para seus associados.

### Cores
As cores que identificam o clube (amarelo e preto) foram adotadas por causa dessas cores distintivas utilizadas pelas empresas de correio em todo o mundo.

## Títulos

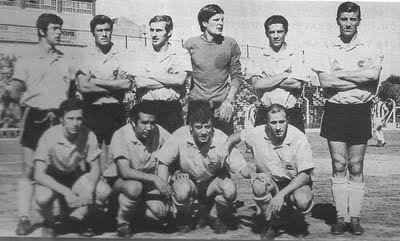
A time de 1969 que alcançou o primeiro campeonato para o clube.

### Torneios nacionais

#### Era Professional
- Primera C (2): 1969, 2004–05